# Batrachonotus fragosus
Batrachonotus fragosus is een krabbensoort uit de familie van de Inachoididae. De wetenschappelijke naam van de soort is voor het eerst geldig gepubliceerd in 1871 door Stimpson.